# LEFTY2
LEFTY2 (англ. Left-right determination factor 2) – білок, який кодується однойменним геном, розташованим у людей на короткому плечі 1-ї хромосоми.  Довжина поліпептидного ланцюга білка становить 366 амінокислот, а молекулярна маса — 40 920.
| 10         |  | 20         |  | 30         |  | 40         |  | 50         |
| ---------- |  | ---------- |  | ---------- |  | ---------- |  | ---------- |
| MWPLWLCWAL |  | WVLPLAGPGA |  | ALTEEQLLGS |  | LLRQLQLSEV |  | PVLDRADMEK |
| LVIPAHVRAQ |  | YVVLLRRSHG |  | DRSRGKRFSQ |  | SFREVAGRFL |  | ASEASTHLLV |
| FGMEQRLPPN |  | SELVQAVLRL |  | FQEPVPKAAL |  | HRHGRLSPRS |  | AQARVTVEWL |
| RVRDDGSNRT |  | SLIDSRLVSV |  | HESGWKAFDV |  | TEAVNFWQQL |  | SRPRQPLLLQ |
| VSVQREHLGP |  | LASGAHKLVR |  | FASQGAPAGL |  | GEPQLELHTL |  | DLRDYGAQGD |
| CDPEAPMTEG |  | TRCCRQEMYI |  | DLQGMKWAKN |  | WVLEPPGFLA |  | YECVGTCQQP |
| PEALAFNWPF |  | LGPRQCIASE |  | TASLPMIVSI |  | KEGGRTRPQV |  | VSLPNMRVQK |
| CSCASDGALV |  | PRRLQP     |  |            |  |            |  |            |

A: Аланін

C: Цистеїн

D: Аспарагінова кислота

E: Глутамінова кислота

F: Фенілаланін

G: Гліцин

H: Гістидин

I: Ізолейцин

K: Лізин

L: Лейцин

M: Метіонін

N: Аспарагін

P: Пролін

Q: Глутамін

R: Аргінін

S: Серин

T: Треонін

V: Валін

W: Триптофан

Кодований геном білок за функціями належить до цитокінів, факторів росту, білків розвитку. 
Задіяний у такому біологічному процесі як поліморфізм. 
Секретований назовні.